# Elena Mauti Nunziata
Elena Mauti Nunziata (Palma Campania, 28 agosto 1944 – Monaco, 22 luglio 2024) è stata una cantante lirica italiana.

## Biografia
Frequentò il Teatro Lirico Sperimentale a Palermo dove fu allieva di Gina Cigna, e cantò in Sicilia come Musetta nella La bohème. Il suo primo successo riconosciuto fu quello di Palermo nei I puritani di Bellini. Soprano lirico, guadagnò popolarità interpretando Violetta nell'opera La traviata, in una notevole produzione del 1977 a Madrid, e successivamente interpretò Nedda nell'opera i I pagliacci di Ruggero Leoncavallo. Nel Gran Teatre del Liceu si esibì nel febbraio 1977, interpretando l'Otello di Verdi insieme a Plácido Domingo. Altre performance degne di nota furono i ruoli da protagonista in Madama Butterfly di Puccini, nel Trovatore e in La forza del destino di Verdi. Continuò la sua carriera internazionale interpretando Magda in La rondine e Tosca dalla famosa opera di Puccini e durante gli anni '90, si esibì di nuovo nel Teatro Regio di Torino nel ruolo di Francesca da Rimini.
Alla fine degli anni '90, ancora in buona salute vocale, Elena Mauti Nunziata decise di lasciare la scena dell'opera con un concerto d'addio a Brescia, dove eseguì la fine del primo atto di La traviata.